# スコーピオン (カクテル)
スコーピオン（Scorpion）とは、冷たいタイプのロングドリンクに分類される、ラムをベースとしたカクテルの1つである。

## 概要
名称は黄道十二星座の一つ、さそり座（Scorpion）に由来する。さそり座（11月）の誕生石トパーズ（和名：黄玉）をイメージした、ハワイ生まれのカクテルである。3種の柑橘類のジュースを使用するのが特徴で、黄玉の色もイメージして作られたカクテルなだけに、やはりカクテルの色も明るい黄色をしている

。
あまり酒の強さを感じさせない口当たりの良さを持ち、飲みやすいとされるが、実際にはアルコール度数が高い。そのため、度数の高さに気づかずに飲んでしまい、結果として酔いが回る事が、サソリの毒に喩えられることもある。

## 標準的なレシピ
- ラム（ホワイト） ＝ 45ml
- ブランデー ＝ 30ml
- オレンジ・ジュース ＝ 20ml
- レモン・ジュース ＝ 20ml
- ライム・ジュース ＝ 15ml

### 作り方
1. クラッシュド・アイス（砕氷）をゴブレット（容量300ml程度）に詰める。なお、グラスは大型のタンブラー（容量300ml以上）で代用することもある。
2. ホワイト・ラム、ブランデー、オレンジ・ジュース、レモン・ジュース、ライム・ジュースをシェークして、グラスに注ぐ。
3. 最後に、フルーツ類を飾り、ストローを添える。

### 備考
使用されるジュースについて
レモン・ジュースとオレンジ・ジュースは、その場でレモンとオレンジを絞ったものを使用するのがベストであるが、市販のジュースを用いても良い。
このカクテルの場合、ライム・ジュースだけは、その場でライムを絞ったものではなく、甘味付きの市販のライム・ジュースが指定されている場合がある。
飾りとして使用する果物について
飾られる果物は、カクテルの材料に用いられている、オレンジ、ライム、レモンを、スライスするなどして適切な形状と大きさにしたものやマラスキーノ・チェリーなどが使われる。このカクテルにおいて、果物を飾らないとするレシピはあまり見かけず、何らかの果物をグラスに飾っている。
その他
グラスに花を飾ることもある。